# Glud & Marstrand
Glud & Marstrand er et dansk varemærke og navnet på en tidligere selvstændig metalvarefabrik, Glud & Marstrand A/S. Selskabet blev i 2011 opkøbt af den mexikanske koncern Envases Universales de México, og det danske selskab ændrede i 2020 navn til Envases Europe A/S. Det danske selskab er moderselskab for Envases europæiske aktiviteter og omsatte i 2022 for ca. 4,7 mia. kr. på konsolideret basis.

## Historie
Glud & Marstrand blev grundlagt i København den 4. august 1879 af blikkenslager Poul Glud (1850-1924) og isenkræmmer Troels Marstrand (1854-1929) som Glud & Marstrands Fabriker. Allerede i 1895 blev selskabet omdannet til et aktieselskab. I 1932 overtog firmaet konkurrenten Carl Lunds Fabriker.
Selskabet fremstillede et stort sortiment af brugsgenstande i metal, bl.a. spande, kasseroller, petroleumslamper, kogeapparater, og kakkelovnsplader. I 1880'erne blev sortimentet udvidet med bliklegetøj. Blandt de tidlige produkter er de emaljerede køkkentøj med GM-mærket populære i eftertiden – særligt kaffekanden Madam Blå. Markedet for metalemballage voksede i 1950'erne, og Glud & Marstrand indledte et samarbejde med American Can Company. Glud & Marstrand producerede i disse år bl.a. dåser til en af Danmarks største eksportsuccesser – skinke.
KOPA/BOPA gennemførte i 1943 adskillige sabotageaktioner mod fabrikken på Rentemestervej.

## Vanskelige år
Glud & Marstrand blev i 1978 overtaget af Burmeister & Wain og indgik året efter i en omdiskuteret fusion med selskabet. Kort efter gik selskabet konkurs. Glud & Marstrand blev i 1981 genetableret af investeringsselskabet Kirkbi, der også står bag LEGO. Efter opkøb af flere konkurrenter i Danmark; Hüttel Emballage i Hedensted, PLM Haustrup i Odense og PLM Lysekil i Sverige blev Glud & Marstrand Skandinaviens største leverandør af metalemballage. I 2003 købte Glud & Marstrand Skanem med afdelinger i Skive og Hjallerup. I 2005 blev Glud & Marstrand opkøbt af den hollandske kapitalfond ABN AMRO Capital, der i 2011 overdrog selskabet til det mexikanske selskab Envases Universales de México, S.A.P.I. de C.V.

## I dag
I dag producerer Envases Europe emballage til bl.a. kød, mejeriprodukter, fisk, grønt, konfekture, småkager, øl, tobak og skocreme og eksporterer til 30 lande. Virksomhedens danske hovedkontor er placeret i Løsning.